# Stigmella pretiosa
Stigmella pretiosa is een vlinder uit de familie dwergmineermotten (Nepticulidae). De wetenschappelijke naam is voor het eerst geldig gepubliceerd in 1862 door Heinemann.
De soort komt voor in Europa.